# Episteme sumatrana
Episteme sumatrana is een vlinder uit de familie van de uilen (Noctuidae). De wetenschappelijke naam van de soort is, als Eusemia sumatrana, voor het eerst geldig gepubliceerd in 1899 door Rothschild.